# Ferrocarril Central Córdoba
El Ferrocarril Central Córdoba fue una empresa ferroviaria de capitales británicos, fundada en 1887, que operó una línea de trocha angosta de 1960 kilómetros que se extendía desde Buenos Aires a Rosario y Córdoba, y de allí a Tucumán. Problemas financieros hicieron que la empresa fuera vendida al estado Argentino en 1938. Desde 1948, su red pertenece al Ferrocarril General Belgrano.

## Origen
Los gobiernos de las provincias de Córdoba en 1885 y Santa Fe en 1886 autorizaron la construcción de ferrocarriles provinciales, de trocha angosta, que partiendo de las ciudades de Córdoba y Rosario respectivamente, unirían sus rieles en el límite interprovincial. Ambos gobiernos celebraron contrato para su construcción con el mismo concesionario: Don Santiago Temple. Éste se comprometió con el gobierno de Córdoba a construir una línea de la capital provincial hasta San Francisco, en el límite de Santa Fe, y con el gobierno de esta última provincia había obtenido concesión para el tramo de San Francisco a Rosario, con un ramal a Rafaela.
Así es que en 1887, se forma en Londres la empresa "Ferrocarril Central Córdoba" para tomar la concesión cordobesa otorgada a Santiago Temple. El FCCC construyó y libró al servicio público la sección de Córdoba a San Francisco el 13 de octubre de 1888.
La sección santafesina fue transferida por Temple a Meiggs y Cía., quienes en 1888 iniciaron los trabajos de San Francisco a Rosario, en dos secciones, la primera hasta Sastre el 23 de marzo de 1891 y a Rosario el 29 de octubre del mismo año, siendo la primera línea de trocha métrica construida en la ciudad de Rosario, además esta compañía también se encargó de la construcción del ramal San Francisco-Rafaela.
En 1891, Meiggs y Cía transfirió sus derechos a la nueva empresa “F.C. Córdoba y Rosario”, constituida en Londres con capital de 10.164.646 pesos oro. Cuando se hizo esta transferencia ya estaban constituidos por los señores Meiggs todos los ramales comprometidos en la concesión santafesina.

## Adquisición de la Línea Córdoba - Tucumán
Mientras tanto, el 28 de octubre de 1887, la ley 2203 autorizó al P.E. para enajenar el Ferrocarril Central Norte Argentino, desde Alta Córdoba a Tucumán, junto con los ramales de Frías a Santiago del Estero, y de Recreo a Chumbicha. El 31 de diciembre del mismo año se firmó el decreto por el que se aceptaba la propuesta de los señores Hume Hnos. y Cía. para adquirir la línea (884 kilómetros) por la suma de 16 000 000 pesos oro. Sobre ese capital, más de 5000 000 de pesos que invertirían en refacciones, el Estado garantizaba por 15 años un interés del 5%. El "Ferrocarril Central Norte", mantendría únicamente la sección de Tucumán a Juramento de 226 kilómetros de vía.
Los señores Hume transfirieron luego sus derechos a la sociedad del "Ferrocarril Central de Córdoba", situación que se concretó en 1889.
Los 140 kilómetros del "Ferrocarril Noroeste Argentino" (Tucumán - Río Chico - Lamadrid) adquirido en 1889 y los 284 kilómetros del "Ferrocarril Córdoba y Rosario" enajenados entre 1888 y 1891, completaban la red del Central Córdoba a fines del siglo XIX.

## Administración del F.C. Córdoba y Noroeste (1901-1909)
Autorizado por Ley de la Provincia de Córdoba, este ferrocarril había sido construido y explotado por Otto Bemberg y Compañía desde Córdoba a Cruz del Eje, pasando por La Calera y Cosquín, siguiendo la margen del Río Primero (línea actualmente usada para el Tren de las Sierras). La primera sección de Córdoba hasta La Calera se libró al servicio el 30 de julio de 1891, hasta San Roque el 4 de septiembre, de Cosquín a Cruz del Eje el 10 de agosto del mismo año y de San Roque a Cosquín el 7 de marzo de 1892.
En 1901 se efectúa un convenio privado sobre la explotación de este ferrocarril por el Ferrocarril Central Córdoba y en 1908 se aprueba su compra por el Gobierno Nacional, según Ley 6300 del 20 de julio de 1909, incorporándose el 11 de octubre del mismo año al Ferrocarril Central Norte, con una longitud de 155 kilómetros.

## Extensión Buenos Aires

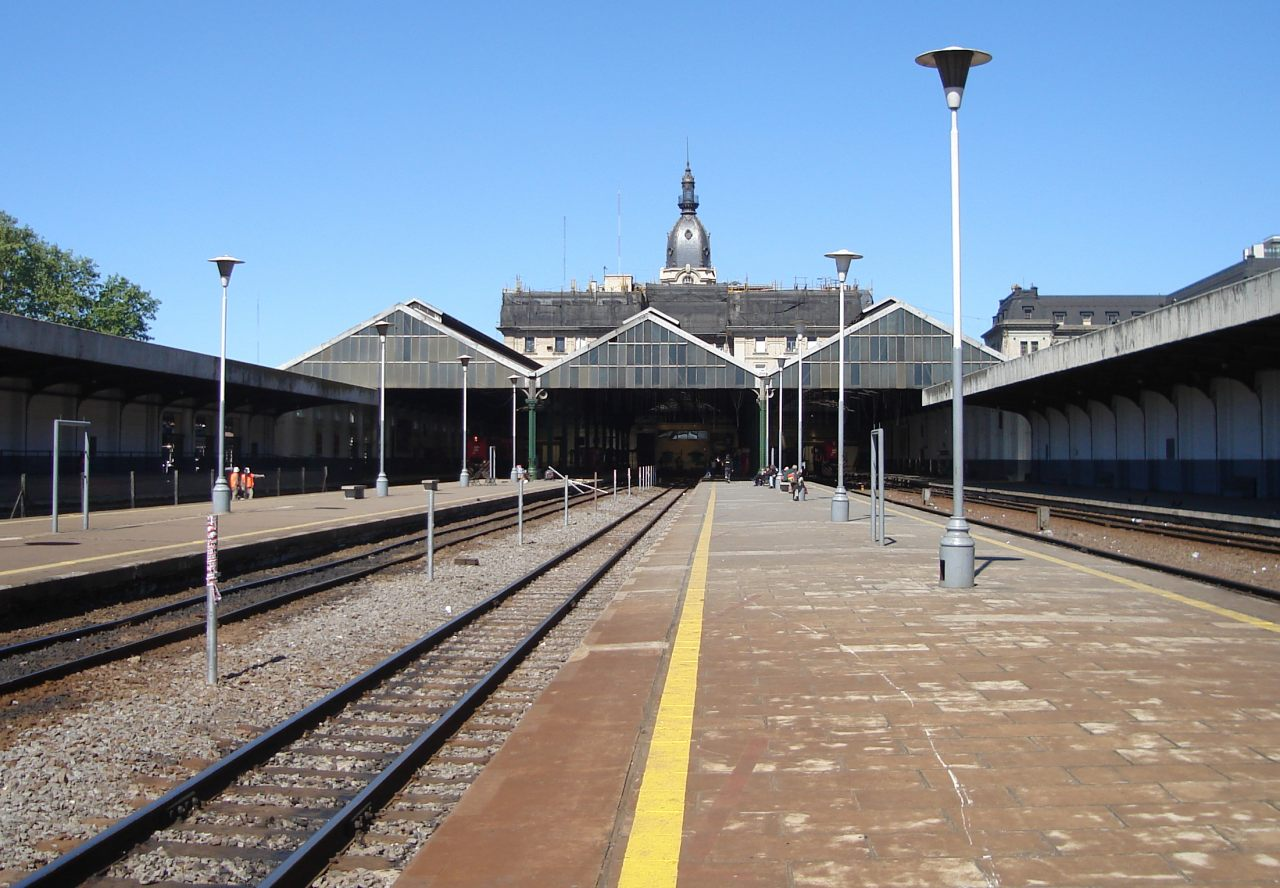
Andenes de la estación Retiro del ex FCCC, actual terminal del Ferrocarril Belgrano.

La extensión a Buenos Aires comprendida desde Rosario hasta el Puerto de Buenos Aires y empalme con la sección Córdoba y Rosario fue aprobada al FCCC por Ley 4255, del 8 de octubre de 1903, acordándose por la Ley 4557 la transferencia de la concesión a favor de la empresa "Ferrocarril Central Córdoba extensión a Buenos Aires Limitada".
Las obras de la extensión a Buenos Aires se iniciaron en 1906 y, por Decreto del 31 de octubre de 1907 se autoriza la apertura provisoria del ramal, para el tráfico de cargas entre Rosario y punta de rieles. El 30 de noviembre de 1908 se autoriza la apertura al servicio público condicional hasta la Estación Santa Lucía (Partido de San Pedro).
En 1909 comenzaron a correr los primeros servicios, que partían de Rosario y llegaban hasta la terminal provisoria, la estación "Villa Adelina", en la localidad de Villa Adelina (Oeste de San Isidro). Dicha estación debía su nombre a la nieta del gerente general del ferrocarril, Adelina Munro Drysdale. En el trayecto hacia Villa Adelina, los trenes paraban en otras cuatro estaciones de la zona norte del Gran Buenos Aires: Villa Rosa, Del Viso, Los Polvorines y Don Torcuato.
La habilitación de toda la línea con carácter definitivo se produjo el 30 de abril de 1912 y el 1.º de mayo de ese año comienza a prestar servicio la nueva Terminal Retiro.
A partir de allí comenzaron a funcionar servicios locales entre Retiro y Villa Rosa. Se inauguraron las estaciones "Munro", llamada así por Duncan McKay Munro, y la parada "Kilómetro 14", renombrada luego como "Juan B. Justo". Entre esta última estación y Retiro las líneas de ferrocarril atravesaban la avenida Maipú, por lo que se construyó un puente a nivel de la calle de unos 15 metros de ancho. Este puente fue conocido como el "Puente Saavedra". Muy pronto se inauguró junto a dicho puente la parada "Bosch" o Kilómetro 12 que, a principios de los años 1920, pasaría a llamarse "Aristóbulo del Valle".
La estación Florida (Oeste) nació como parada, sin nombre alguno, aunque es posible que se llamara Kilómetro 16. Por 1913, al pavimentarse la calle San Martín, se instaló en las inmediaciones de la misma un galpón obrador de la empresa encargada de la obra, Narciso Agüero & Cía. Este galpón tenía un cartel con el nombre Agüero en grandes letras, lo que motivó que la parada se llamara Agüero.
El 8 de febrero de 1911 esta empresa habilitaba en las inmediaciones de la ciudad de Córdoba, el ramal desde Guiñazú hasta Mendiolaza, completándolo hasta Unquillo, el 14 de febrero de 1913.
Por Decreto del 28 de abril de 1909 se autoriza al Ferrocarril Central Córdoba a administrar todas sus secciones bajo un solo nombre, suprimiéndose las demás denominaciones. En la sección que había pertenecido al Noroeste Argentino se habilitó el ramal a Yerba Buena el 21 de septiembre de 1910 y a La Cocha el 21 de noviembre del mismo año, a Los Sarmientos el 21 de septiembre de 1912.
El 1.º de mayo de 1912 fue abierta al público y, ese mismo año, compró el Ferrocarril Córdoba a Rosario con lo que unía sus ramales del norte con los puertos de Buenos Aires y Rosario.
En octubre de 1914, F.C.C.C. inaugura las instalaciones definitivas de terminal Retiro, en Buenos Aires. Esta imponente estación había sido diseñada por los arquitectos Louis Faure Dujarric y Robert Prentice.

## Tranvía a Vapor de Rafaela

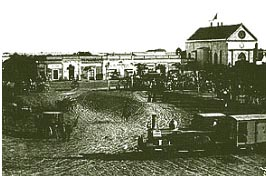
Tranvía Rural de Rafaela cruzando la Plaza de Colonia Ramona

La Provincia de Santa Fe concedió en 1888 a José Baltasar y Compañía, la construcción de una línea de tranvía a vapor desde la colonia Rafaela hasta la colonia Vila, pasando por las de Roca y Castellanos. En aquella época Rafaela ya estaba unida con el puerto de la capital provincial mediante el Ferrocarril Santa Fe y el 18 de agosto de 1890 se inaugura la línea tranviaria de 35 kilómetros desde Rafaela hasta Vila, en 1893 esta empresa sumó ramales de Vila a Pueblo Marini y de Josefina a Fraga, totalizando 86 kilómetros de longitud, aprobándose por Decreto del 15 de junio de ese año los estatutos de la "Sociedad Anónima Tranvía a Vapor de Rafaela". Cabe aclarar que la denominación de "Tranvía a Vapor" se aplicaba a las líneas que tendían sus rieles sobre la vía pública, en contraposición al ferrocarril que lo hace sobre terrenos propios.
Por convenio celebrado con el Ferrocarril Central Córdoba, este último se hizo cargo de su administración a partir del año 1908.

## Desarrollo Posterior

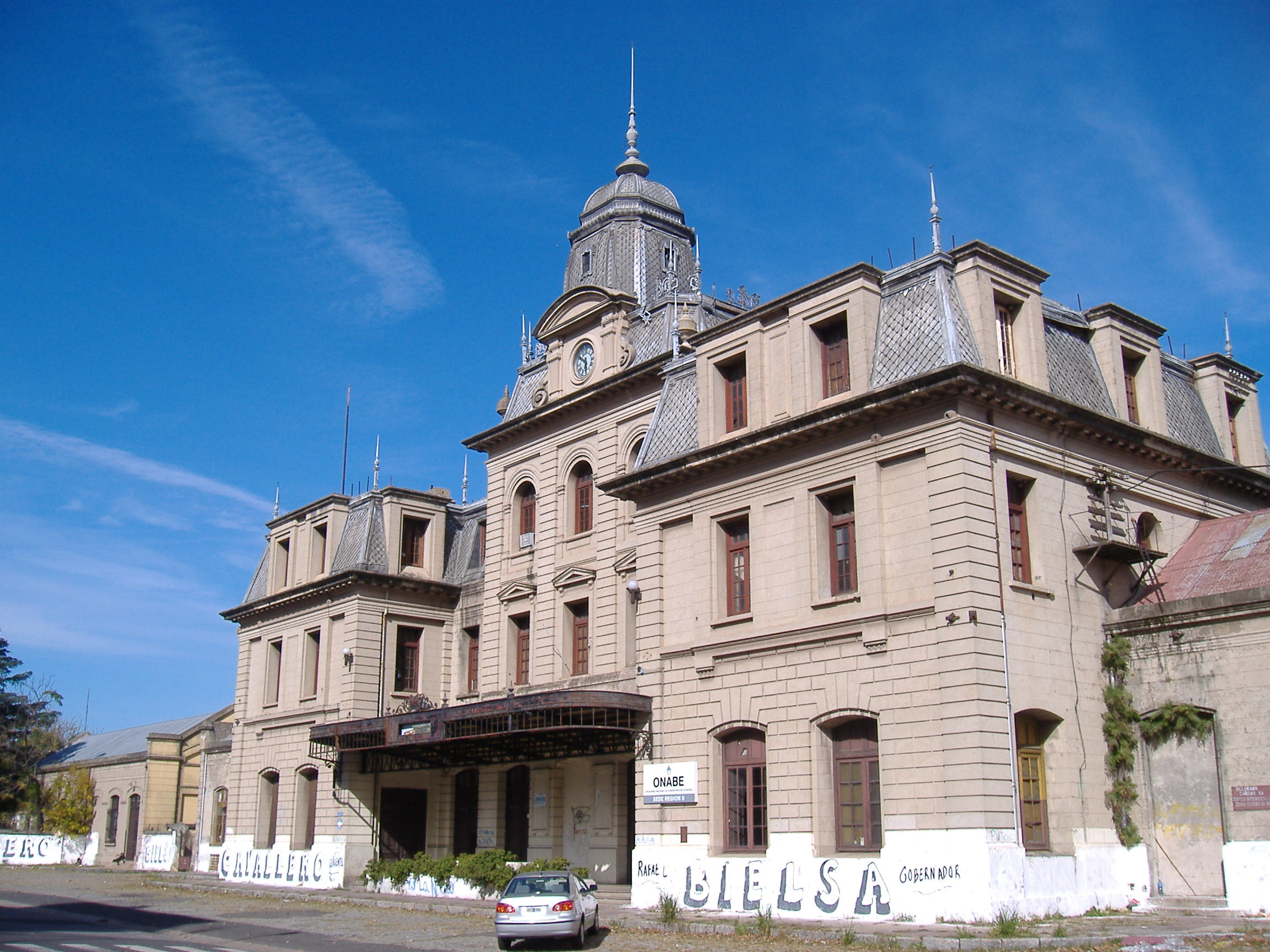
Fachada de la antigua estación Rosario del ex FCCC. Hasta 2015, los trenes de cargas del ramal del artículo, Belgrano, hacían su parada de maniobra, teniendo Belgrano Cargas su oficina allí. En 2016 ha sido restaurada a nuevo, planeándose volver a utilizar como Estación de Pasajeros de Trenes Locales y/ó Regionales. Ejemplo Rosario - Capitán Bermúdez.

En 1915, al poco tiempo de iniciada la Primera Guerra Mundial, se conformó la agrupación del F.C.C. y R. (Córdoba y Rosario) y el F.C.R.B.A. (Rosario y Buenos Aires), este último construido a partir de 1906. Ambas compañías se unificaron al Ferrocarril Central Córdoba (F.C.C.C.).
Esta nueva compañía unificada estableció el ramal de Colonia Caroya a las Canteras El Sauce habilitado el 31 de mayo de 1916 y en el año 1917 se inauguró la parada Kilómetro 302, en proximidades del paso a nivel de Avenida Mendoza (Posteriormente conocida como Estación Rosario Oeste).
El 31 de diciembre de 1921 se declaró un incendio de gran magnitud que destruyó completamente el bloque central de la estación Rosario del Central Córdoba; casi de inmediato se dispuso la reconstrucción del edificio, lo que se culminó en 1926 con la construcción de su característica “cúpula”. Para fines de la década del ‘30 la estación Rosario Central Córdoba recibía anualmente entre 100 y 110 mil pasajeros.
En la Sección local de Buenos Aires cabe destacar que en 1931 la estación "Juan B. Justo" (Gran Buenos Aires) fue renombrada "M.M. Padilla" para diferenciarla de la estación homónima del ramal Retiro-Delta del Ferrocarril General Mitre, ubicada a pocas cuadras de distancia. Poco tiempo antes, en los años 1930 se creó la Parada "Kilómetro 18", para la que se propusieron distintos nombres, como el de Ader, Torre de Ader, Drysdale, La Tahona, etc. El asunto pasó a manos de la Academia Nacional de la Historia, la que sugirió el nombre de "Carapachay", y así se la denominó a partir de 1946.

## Unificación con los Ferrocarriles del Estado
En el año 1936, comenzaron las gestiones por parte del estado nacional, en ese momento en manos del gobierno conservador, para adquirir el tramo de Rosario a Buenos Aires en lugar de construir un tendido nuevo paralelo a este proyecto de los FC del Estado. El FCCC solo aceptó la venta total de la red. El Ing. Pablo Nougués, al frente de la Dirección General de Ferrocarriles, oficializó la compra su incorporación a los FC del Estado, con lo que quedó abandonada la grandiosa estación del Estado construida en Retiro, hoy sede de los tribunales. Un fastuoso monumento se erguía frente a esa estación, hoy derruido y abandonado, pero visible libremente por quien deseara verlo.
Finalmente, en 1947, con la adquisición de los ferrocarriles de capitales franceses, esta línea pasó a formar parte del Ferrocarril Nacional General Belgrano. Posteriormente, en 1956, con el nuevo gobierno de facto tras el golpe contra Perón, pierde la palabra "nacional" de su nombre. Es incorporado a E.F.E.A. (Empresa Ferrocarriles del Estado Argentino) hasta diciembre de 1965 que se incorpora a la recientemente creada Ferrocarriles Argentinos por imposición del Plan Larkin.

## Homenajes
En la actualidad, la memoria del antiguo Ferrocarril Central Córdoba quedó inmortalizada en las distintas instituciones deportivas, surgidas muchas de ellas a partir de reuniones de trabajadores de dicho ferrocarril, quienes encontraban primordialmente en el fútbol una alternativa de recreo a sus tareas cotidianas en los talleres del tren. Los clubes más reconocidos de Argentina, que tuvieron su nacimiento a través de los trabajadores del Central Córdoba fueron:
- El Instituto Atlético Central Córdoba, de la ciudad homónima y que debido a la particularidad de no llevar en su nombre el término "club", es más reconocido como "Instituto de Córdoba" que por su nombre real de "Central Córdoba". Fue fundado en 1918 por empleados de la sección "Locomotoras" del Ferrocarril, bajo el nombre de Instituto Ferrocarril Central Córdoba e inicialmente sus socios eran los empleados de dicha sección. Sin embargo y ante la necesidad de aumentar la masa societaria, se abrió la inscripción a los residentes del barrio Alta Córdoba, promoviendo a su vez el cambio en la denominación a Instituto Atlético Central Córdoba. Considerado uno de los cuatro grandes de la capital cordobesa, tuvo gran protagonismo en las divisiones superiores de la Asociación del Fútbol Argentino. Su camiseta es de rayas rojas y blancas verticales.
- El Club Atlético Central Córdoba de la Ciudad de Rosario, que tuvo gran trascendencia a nivel nacional, además de ser reconocido como uno de los cuatro grandes de Rosario.
- El Club Atlético Central Córdoba de Santiago del Estero, uno de los clubes más antiguos de la Provincia de Santiago del Estero y también con participaciones a nivel nacional. Sus colores patrios son el blanco y negro y se destaca por su camiseta a bastones blancos y negros. Fue fundado el 3 de junio de 1919.
- Y el Club Atlético Central Córdoba de Frías, Santiago del Estero, que guarda muchas similitudes con su par de la capital santiagueña, entre ellas, el uso de su camiseta con formato y colores similares. Fue fundado el 19 de noviembre de 1918.
- El Club Atlético Talleres por su parte, si bien no lleva actualmente el nombre de este Ferrocarril en su denominación, sí hace homenaje a los antiguos talleres donde fue fundado en 1913, por iniciativa del anglo-argentino Tomás Lawson, quién fundó el club bajo el nombre de Atlético Talleres Central Córdoba. Esta denominación finalmente fue cambiada en 1917 por la actual, pero sirvió no sólo para honrar a los antedichos talleres, sino también como precedente para la denominación de posteriores clubes que fueran fundados con orígenes similares al club cordobés. En la actualidad, es uno de los cuatro grandes clubes de la Provincia de Córdoba y considerado uno de los más importantes del interior argentino.